# ウィリアム・リチャードソン (ニューハンプシャー州の政治家)
ウィリアム・マーチャント・リチャードソン（William Merchant Richardson, 1774年1月4日 - 1838年3月15日）は、アメリカ合衆国の政治家。
1774年、リチャードソンはニューハンプシャー州ペラムで生まれた。リチャードソンは1797年にハーバード大学を卒業し、その後を法学を勉強し、1804年に弁護士の認可を受けると、マサチューセッツ州グロトンで弁護士業を開業した。
1811年、リチャードソンはジョセフ・バーナムの辞職による空席を充当するため、マサチューセッツ州からアメリカ合衆国下院議員に立候補し、選出された。リチャードソンはその後1814年まで2期連続で下院議員を務めたが、1814年4月に下院議員を辞職した。
下院議員を辞職後、リチャードソンはニューハンプシャー州ポーツマスへ移り、アメリカ合衆国検察官に任命された。1814年から1816年まで連邦検事を務めた。その後1816年にニューハンプシャー州から裁判長に任命され、1838年に死去するまでその職を務めた。
1838年、リチャードソンはニューハンプシャー州チェスターで死去した。リチャードソンの遺体はオールド墓地に埋葬された。